# Hoofdklasse (Schach) 1978/79
In der Hoofdklasse 1978/79 wurde die 56. niederländische Mannschaftsmeisterschaft im Schach ausgespielt. 
Der Titelverteidiger Volmac Rotterdam, Elsevier/Vereenigd Amsterdamsch Schaakgenootschap und Desisco/Watergraafsmeer lieferten sich einen Dreikampf um den Titel. Vor der letzten Runde lag Rotterdam nur auf dem dritten Platz, aber da sie Elsevier/VAS besiegten und gleichzeitig Desisco/WGM dem Fünften VHS unterlag, gelang die Titelverteidigung. Absteigen mussten Discendo Discimus Den Haag und der Schaakclub Groningen.

## Spieltermine
Die Wettkämpfe wurden ausgetragen am 16. September, 17. Oktober, 4. November, 9. Dezember 1978, 6. Januar, 3. Februar, 3. und 31. März und 28. April 1979.

## Abschlusstabelle
| Pl.  | Verein                                            | Sp | G | U | V | MP   | Brett-P.  |
| ---- | ------------------------------------------------- | -- | - | - | - | ---- | --------- |
| 01.  | Volmac Rotterdam (M)                              | 9  | 7 | 0 | 2 | 14:4 | 59,0:31,0 |
| 02.  | Elsevier/Vereenigd Amsterdamsch Schaakgenootschap | 9  | 6 | 1 | 2 | 13:5 | 54,0:36,0 |
| 03.  | Desisco/Watergraafsmeer                           | 9  | 6 | 1 | 2 | 13:5 | 50,0:40,0 |
| 04.  | Philidor Leeuwarden                               | 9  | 6 | 0 | 3 | 12:6 | 51,0:39,0 |
| 05.  | VHS                                               | 9  | 4 | 1 | 4 | 9:9  | 40,5:49,5 |
| 06.  | Eindhovense SV                                    | 9  | 3 | 2 | 4 | 8:10 | 41,0:49,0 |
| 07.  | Charlois/Europoort                                | 9  | 3 | 1 | 5 | 7:11 | 42,5:47,5 |
| 08.  | Bussums Schaakgenootschap                         | 9  | 3 | 0 | 6 | 6:12 | 42,5:47,5 |
| 09.  | Discendo Discimus Den Haag                        | 9  | 1 | 2 | 6 | 4:14 | 36,0:54,0 |
| 010. | Schaakclub Groningen                              | 9  | 2 | 0 | 7 | 4:14 | 33,5:56,5 |

### Entscheidungen
|     | Niederländischer Mannschaftsmeister: Volmac Rotterdam                       |
|     | Absteiger in die Klasse 1: Discendo Discimus Den Haag, Schaakclub Groningen |
| (M) | Meister der letzten Saison                                                  |

### Kreuztabelle
| Ergebnisse | Ergebnisse                                        | 01. | 02. | 03. | 04. | 05. | 06. | 07. | 08. | 09. | 010. |
| ---------- | ------------------------------------------------- | --- | --- | --- | --- | --- | --- | --- | --- | --- | ---- |
| 01.        | Volmac Rotterdam                                  |     | 6½  | 4   | 3   | 7½  | 8   | 7   | 9   | 8   | 6    |
| 02.        | Elsevier/Vereenigd Amsterdamsch Schaakgenootschap | 3½  |     | 5½  | 7   | 8   | 4½  | 5   | 6   | 8   | 6½   |
| 03.        | Desisco/Watergraafsmeer                           | 6   | 4½  |     | 5½  | 4½  | 5   | 6   | 6   | 7   | 5½   |
| 04.        | Philidor Leeuwarden                               | 7   | 3   | 4½  |     | 6   | 3½  | 6   | 6½  | 7   | 7½   |
| 05.        | VHS                                               | 2½  | 2   | 5½  | 4   |     | 5½  | 4½  | 5½  | 5   | 6    |
| 06.        | Eindhovense SV                                    | 2   | 5½  | 5   | 6½  | 4½  |     | 2½  | 5½  | 5   | 4½   |
| 07.        | Charlois/Europoort                                | 3   | 5   | 4   | 4   | 5½  | 7½  |     | 3½  | 5½  | 4½   |
| 08.        | Bussums Schaakgenootschap                         | 1   | 4   | 4   | 3½  | 4½  | 4½  | 6½  |     | 7½  | 7    |
| 09.        | Discendo Discimus Den Haag                        | 2   | 2   | 3   | 3   | 5   | 5   | 4½  | 2½  |     | 9    |
| 10.        | Schaakclub Groningen                              | 4   | 3½  | 4½  | 2½  | 4   | 5½  | 5½  | 3   | 1   |      |